# Tschastooserje
Tschastooserje (russisch Частоо́зерье) ist ein Dorf (selo) in der Oblast Kurgan in Russland mit 2749 Einwohnern (Stand 14. Oktober 2010).

## Geographie
Der Ort liegt etwa 160 km Luftlinie östlich des Oblastverwaltungszentrums Kurgan im Westsibirischen Tiefland. Er befindet sich an mehreren kleineren, abflusslosen Seen, gut 5 km südlich des größeren, salzigen Akkul-Sees und 3 km nördlich des Kabanje-Sees.
Tschastooserje ist Verwaltungszentrum des Rajons Tschastoosjorski sowie Sitz der Landgemeinde (selskoje posselenije) Tschastoosjorski selsowet, zu der außerdem die Dörfer Denissowo (3 km nördlich) und Kasanzewo (10 km nördlich) gehören.

## Geschichte
Das Dorf wurde um die Wende zum 18. Jahrhundert gegründet. Sein Name ist vom russischen tschastyje osjora, etwa „häufige Seen“ in Bezug auf seine Lage, abgeleitet. Im November 1923 wurde Tschastooserje Verwaltungssitz eines nach ihm benannten Rajons. 1963 wurde der Rajon aufgelöst und sein Territorium dem Petuchowski rajon mit Sitz in der gut 50 km südlich gelegenen Kleinstadt Petuchowo zugeschlagen, aber 1972 neugebildet.

### Bevölkerungsentwicklung
| Jahr | Einwohner |
| ---- | --------- |
| 1897 | 1274      |
| 1939 | 2261      |
| 1959 | 2800      |
| 1979 | 2730      |
| 1989 | 3013      |
| 2002 | 2843      |
| 2010 | 2749      |

Anmerkung: Volkszählungsdaten

## Verkehr
Östlich am Dorf vorbei verläuft die Regionalstraße 37K-0001, die Makuschino mit der gut 20 km nordöstlich von Tschastooserje verlaufenden Grenze zur Oblast Tjumen verbindet und dort weiter über Berdjuschje nach Ischim führt. Sie ist als Querverbindung zwischen den föderalen Fernstraßen R254 Irtysch Tscheljabinsk – Nowosibirsk und R402 Tjumen – Omsk Teil der Umgehung des kasachischen Territoriums im Verlauf der R254 sowie Teil der Europastraße 30. Mit Petuchowo ist Tschastooserje über die 37K-0009 verbunden.
In den jeweils etwa 50 km entfernten Makuschino und Petuchowo befinden sich auch an der Südroute der Transsibirischen Eisenbahn Samara – Tscheljabinsk – Omsk die nächstgelegenen Bahnstationen.